# Gallina (Toskana)
Gallina ist ein Ortsteil (Fraktion, italienisch frazione) von Castiglione d’Orcia in der Provinz Siena, Region Toskana in Italien.

## Geografie
Der Ort liegt ca. 5 km östlich des Hauptortes Castiglione d’Orcia, ca. 45 km südöstlich der Provinzhauptstadt Siena, ca. 100 km südöstlich der Regionalhauptstadt Florenz und ca. 160 km nordwestlich der italienischen Hauptstadt Rom im Orciatal bei 316 m. Der Ort hatte 2001 157 Einwohner, 2017 waren es 140 Einwohner. Durch den Ort verläuft der 43. Breitenkreis Nord. Der Fluss Orcia fließt ca. 1,5 km nördlich von Gallina, der Torrente Vellora ca. 500 m östlich.

## Geschichte
Zunächst war der Ort unter dem Namen Osteria della Scala bekannt. Namensgebend hierfür war der Hof La Scala, der an der Via Francigena als Hospital und Poststation (1562 erstmals erwähnt, 1760 bei einem Brand schwer beschädigt) diente. Zunächst bestand der Ort aus den Höfen (Poderi bzw. Fattorie) La Poderina, La Rimbecca, La Scala und Le Briccole, das heutige Ortszentrum entstand erst in der Nachkriegszeit.

## Sehenswürdigkeiten

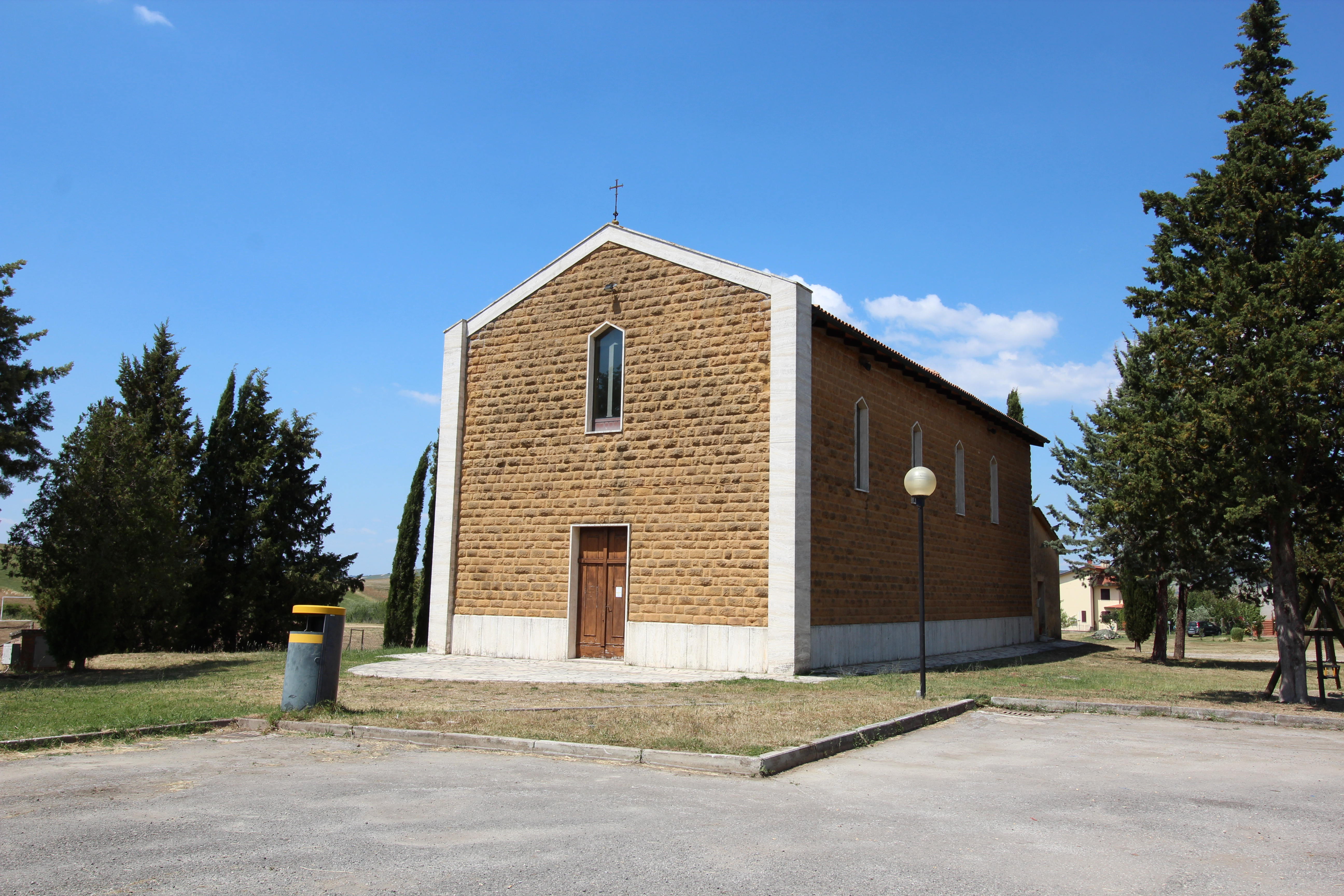
Die Kirche Santa Maria dei Campi

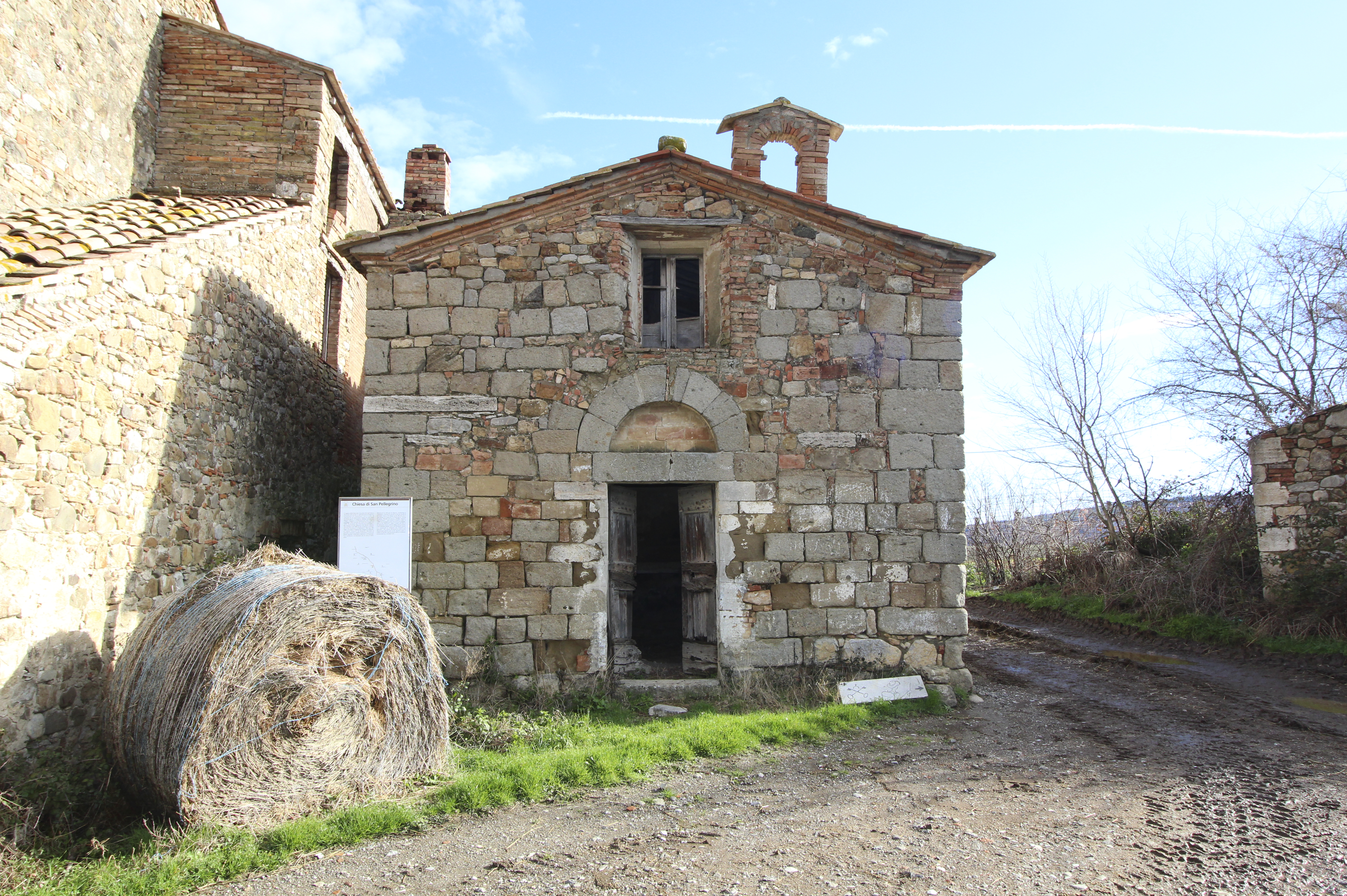
Die Kirche San Pellegrino alle Briccole

- Santa Maria dei Campi, Kirche im Ortskern aus den 1970er Jahren.[6]
- Chiesa de la Scala (Chiesina de la Scala), Kirche nahe dem Hof La Scala. War bis in die 2010er Jahre eine Ruine und wurde danach restauriert. Der Hof diente vom 16. bis zum 19. Jahrhundert als Poststation.[5]
- San Pellegrino, romanische[7] Kirche des Hofes (italienisch Podere) Le Briccole (Briccole di Sotto, auch Bricule, Bricola, Bricus[8]) und des ehemaligen Hospitals (Hospitalis S. Peregrini Obricicolis[8]) der Kamaldulenser[9] aus Vivo d’Orcia. Der Hof liegt südlich von Gallina und entstand im 11. Jahrhundert, die Kirche und das Hospital gehörten ab 1438 zum Kloster Santa Mustiola (della Rosa) in Siena. 1088 war Mathilde von Tuszien Gast im Ort, 1191 Philippe Auguste.[7] Weitere Gäste waren Arnold von Brescia, Gregor VII. und Carlo d’Angio.[8] Der Ort ist als Abricula erwähnt in den Aufzeichnungen des Sigerich der Ernste zur Via Francigena. Er wird hier als XI. Station verzeichnet.[10]
- Ponte di Pian di Maggio[11] (auch Ponte Nove Luci oder Ponte sull’Orcia), Brücke über den Fluss Orcia in Richtung Pienza mit neun Bögen. Fiel dem Hochwasser vom 28. November 2012 zum Opfer.[12]

## Verkehr
- Gallina liegt an einer Variante der Via Francigena.
- Durch den Ort verläuft die Via Cassia als heute Regionalstraße SR 2.

## Bilder

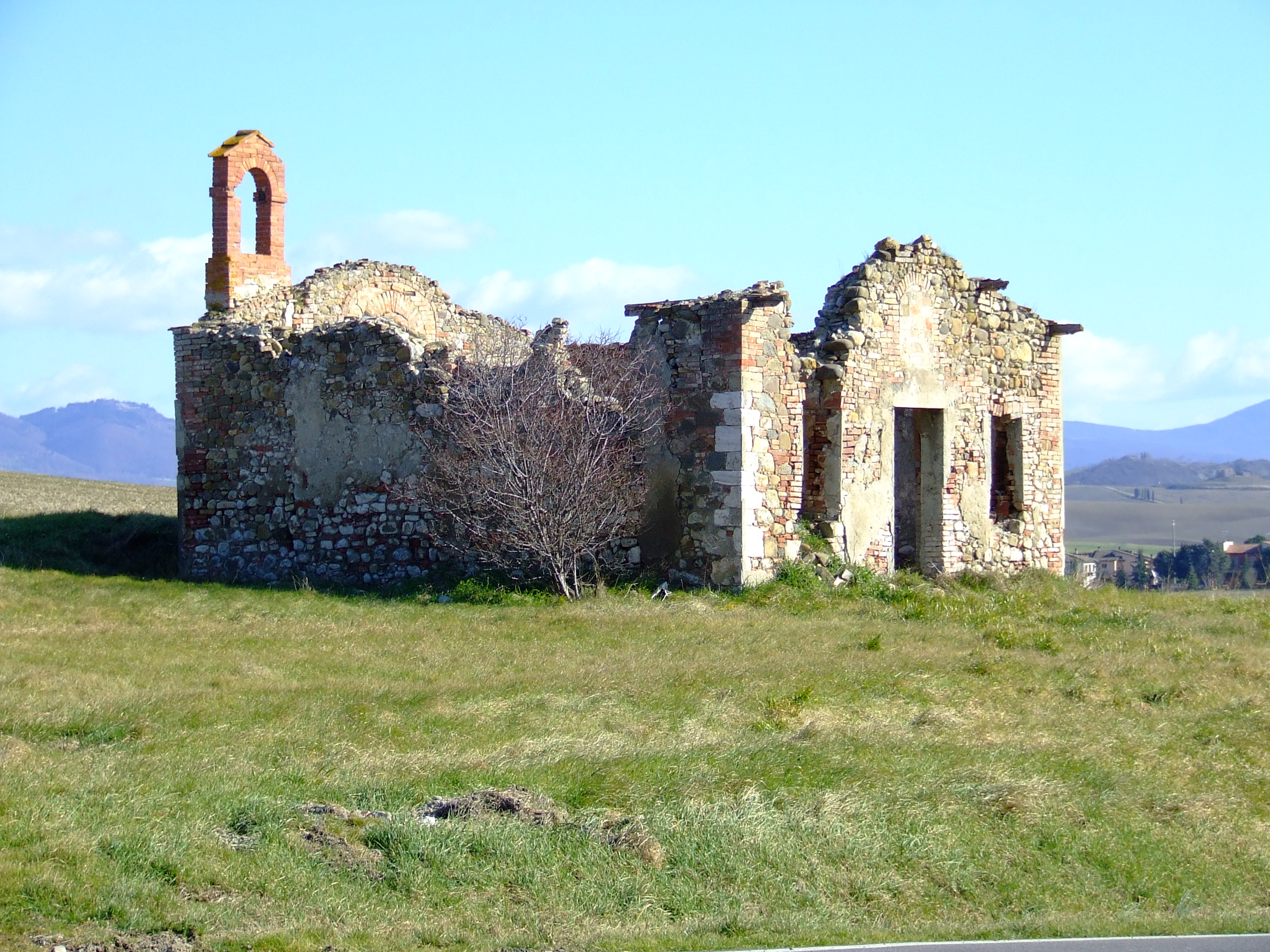
Die Kirchenruine von La Scala (2006)
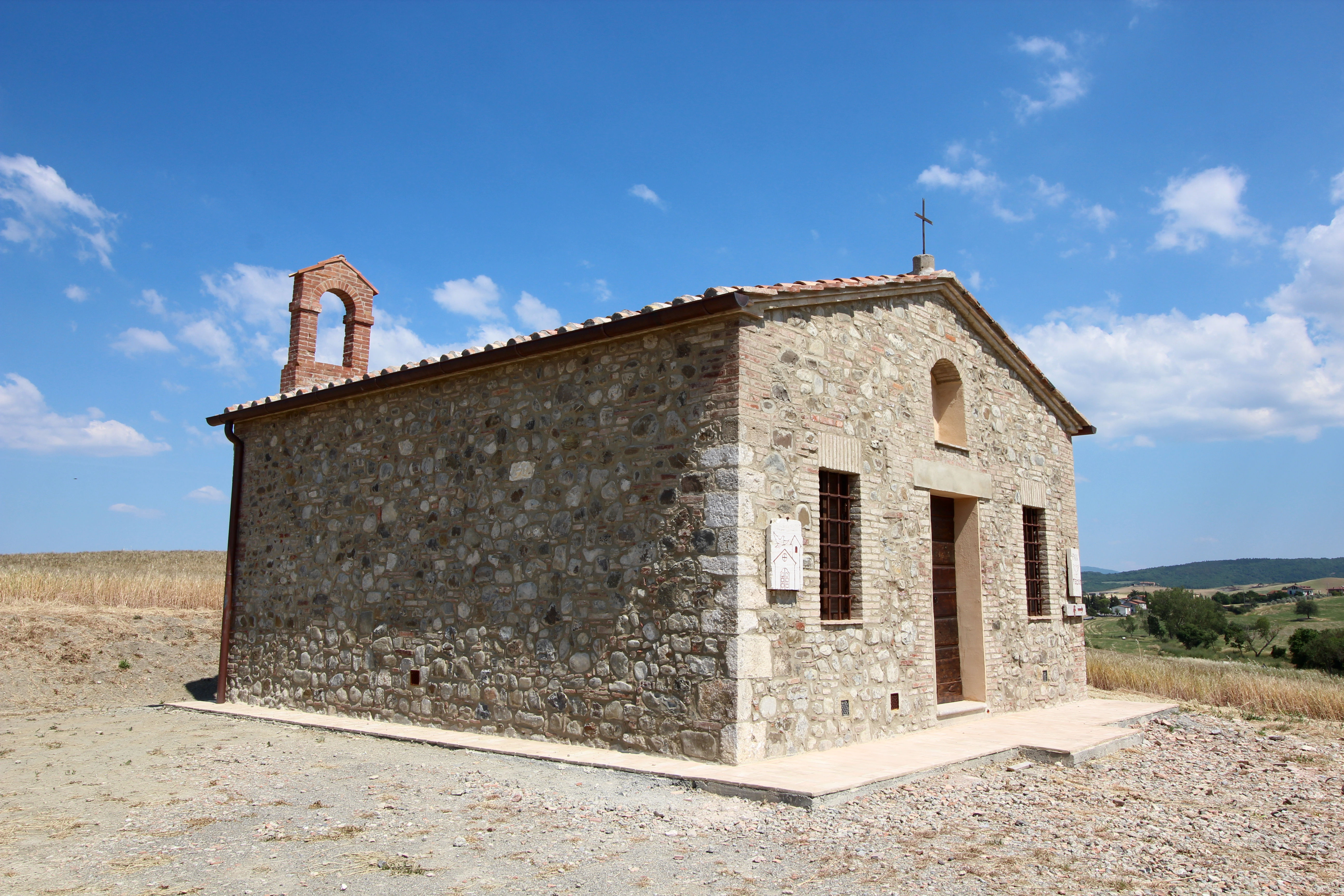
Die Kirche von La Scala (2017)
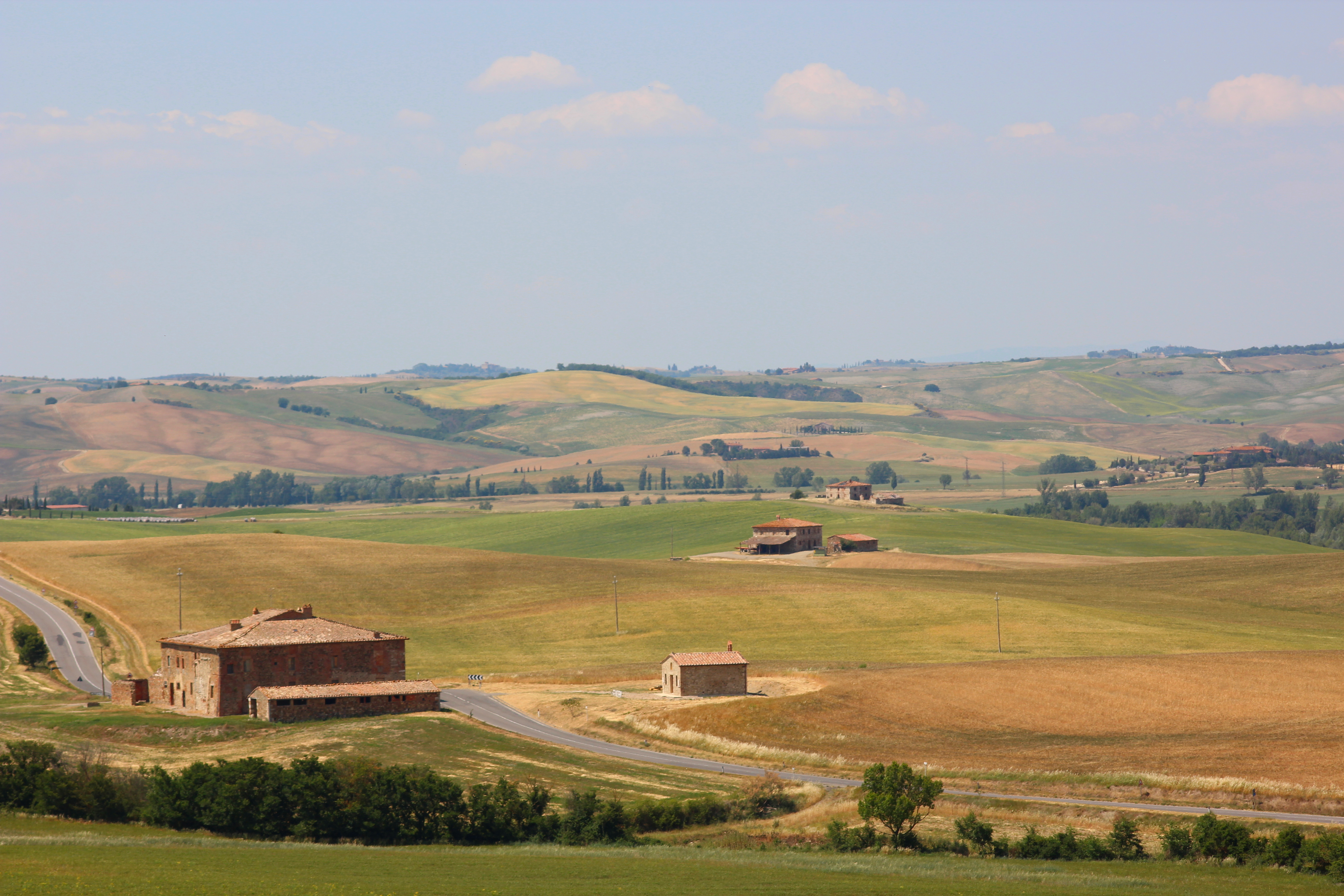
Die ehemalige Poststation La Scala (links) mit Kirche (rechts)
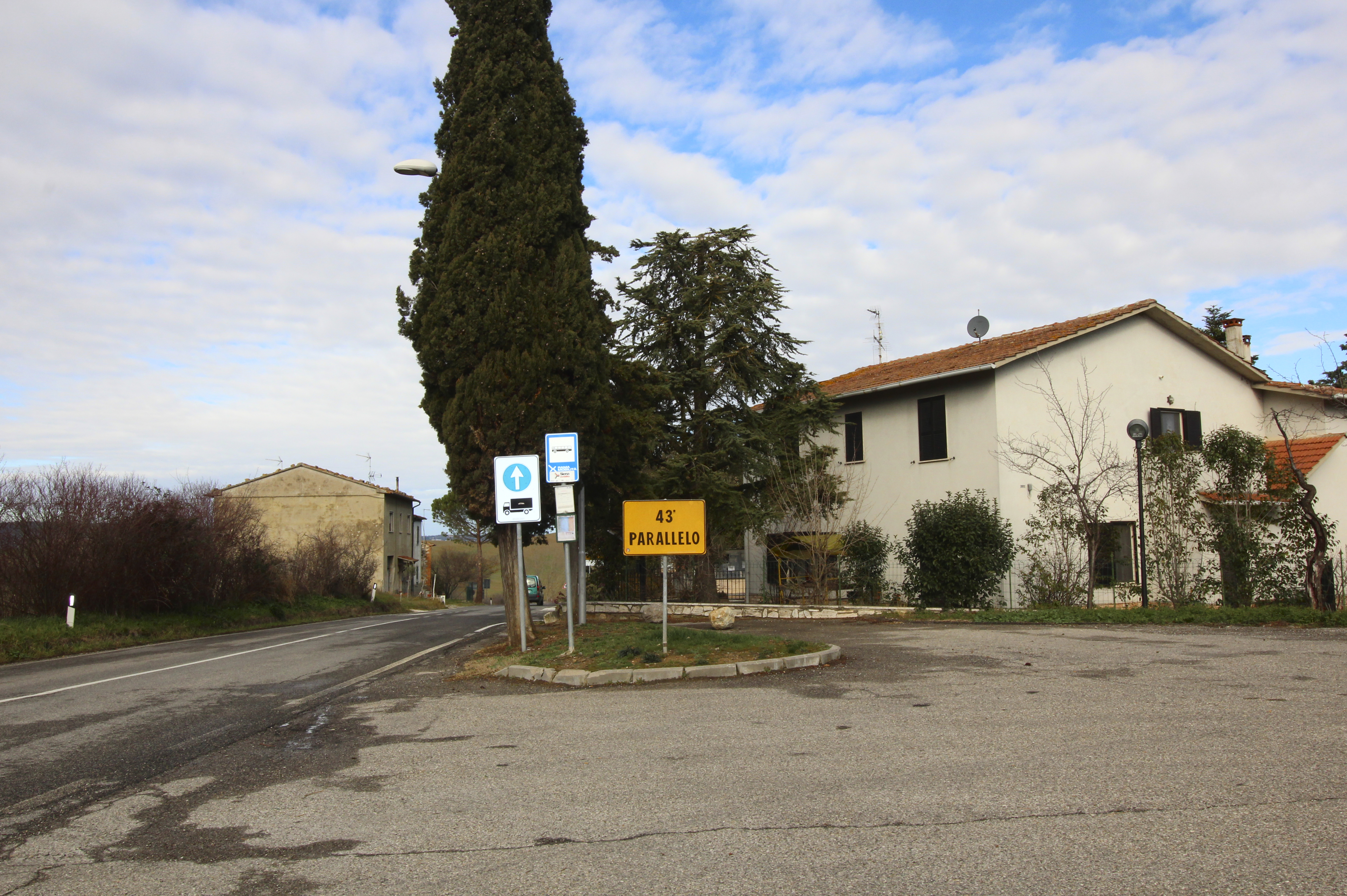
Der 43. Breitengrad Nord verläuft durch Gallina
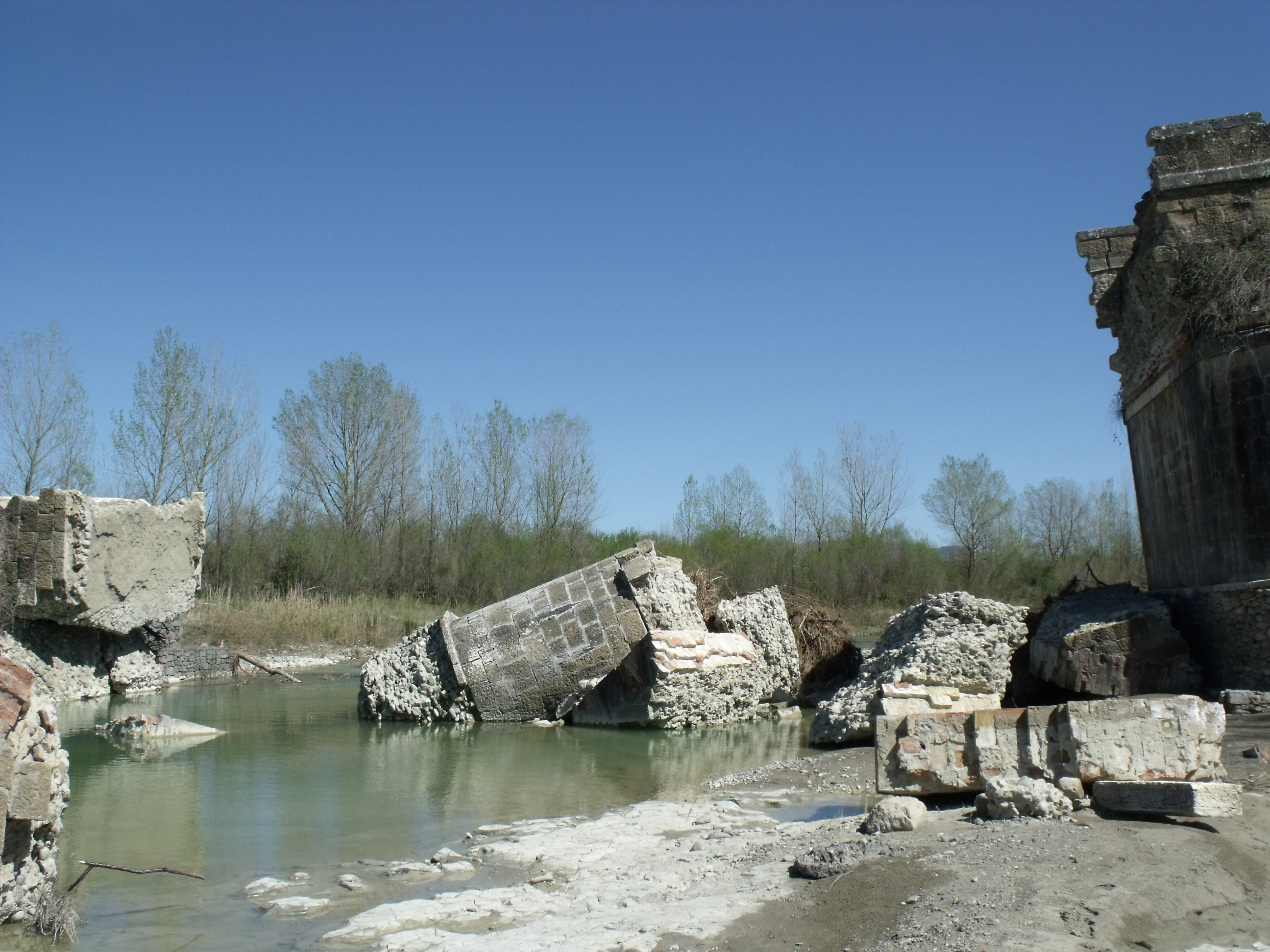
Die 2012 zerstörte Orcia-Brücke Ponte di Pian di Maggio (Ponte Nove Luci)
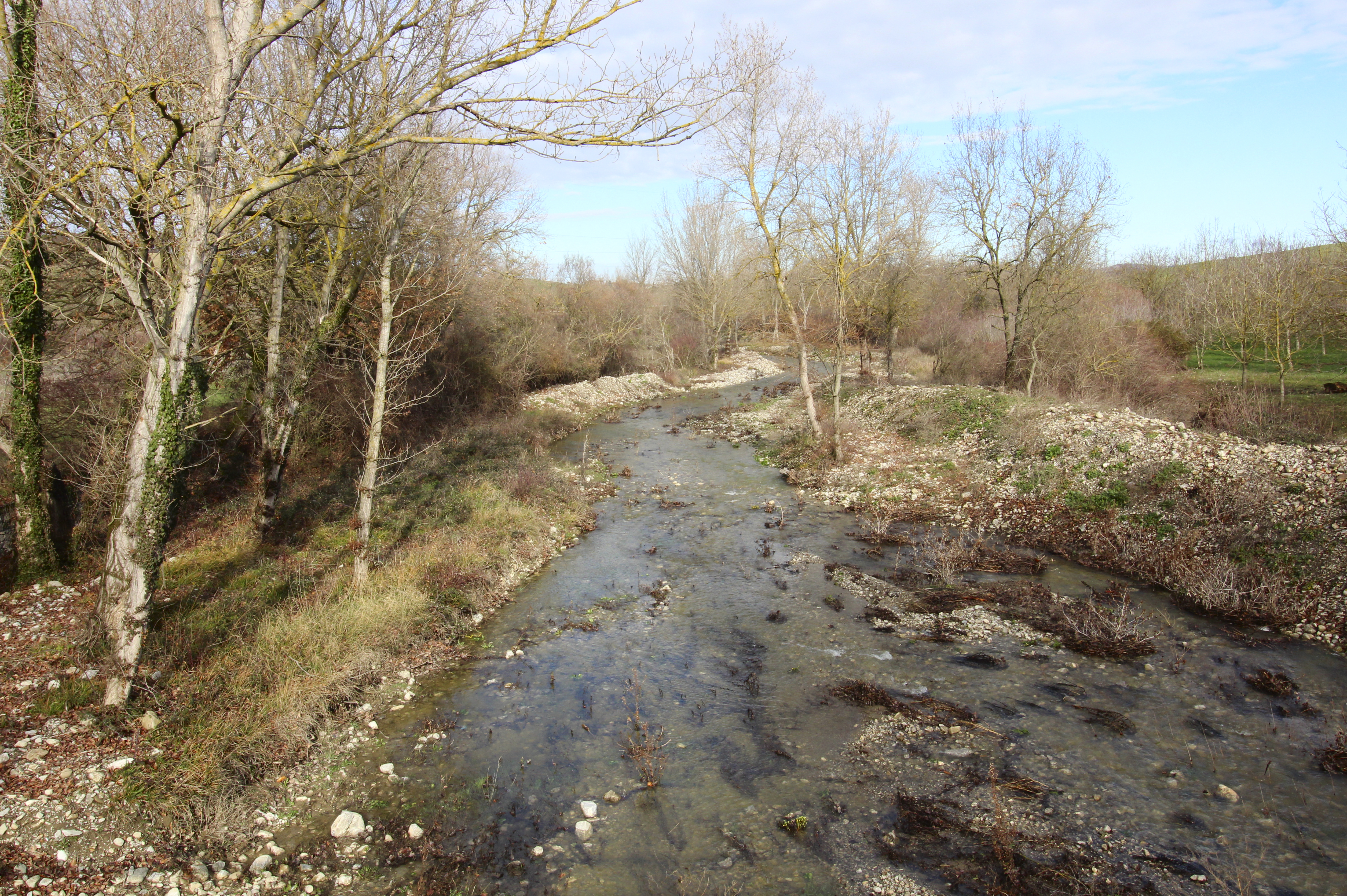
Der Fluss Vellora bei Gallina